# Guy Henry
Guy Vernor Henry, Jr. (ur. 28 stycznia 1875 w Fort Robinson, zm. 29 listopada 1967 w Wenatchee) – amerykański jeździec, olimpijczyk, generał major United States Army.
Po zakończeniu edukacji zdecydował się na karierę wojskową, w której doszedł do stopnia generała majora. Działał także w Amerykańskim Związku Jeździeckim. Syn Guya Henry'ego, Sr., także dowódcy armii amerykańskiej.
Uczestniczył w rywalizacji na V Igrzyskach olimpijskich rozgrywanych w Sztokholmie w 1912 roku. Startował tam w czterech konkurencjach jeździeckich. W ujeżdżeniu indywidualnym zajął 13. miejsce. W drużynowym konkursie skoków, wraz z drużyną zajął czwarte miejsce. W indywidualnym WKKW zajął 11. miejsce, zaś w konkurencji drużynowego WKKW zajął z drużyną trzecie miejsce.